# Sphagnum complanatum
Sphagnum complanatum là một loài rêu trong họ Sphagnaceae. Loài này được Flatberg & Whinam mô tả khoa học đầu tiên năm 2011.